# Marcos Antônio Abdalla Leite
Marcos Antônio Abdalla Leite, también conocido como Marquinhos (nacido el 23 de marzo de 1952 en Río de Janeiro, Brasil) fue un jugador brasileño de baloncesto.